# Víctor Pablo Pérez

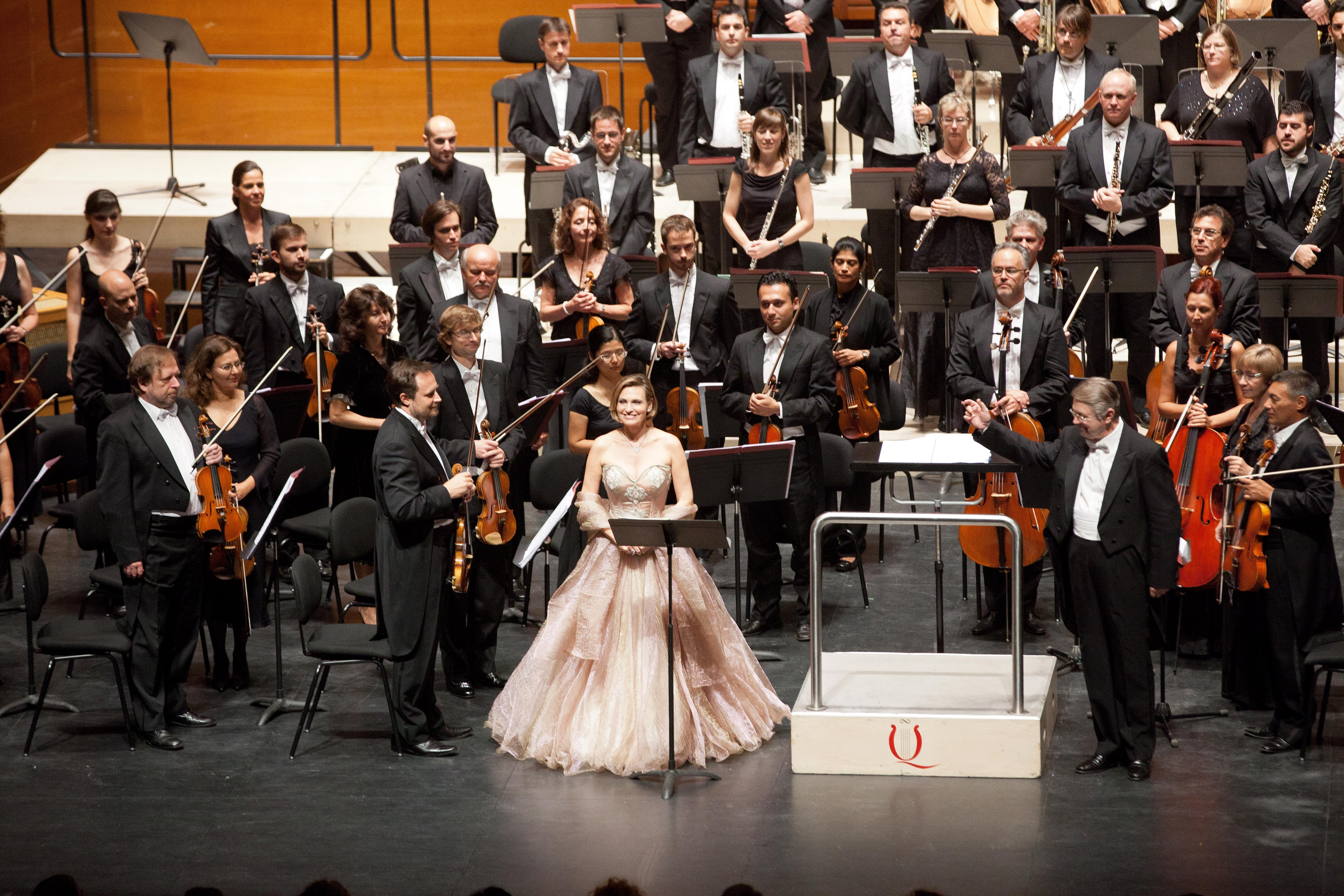
Víctor Pablo con la orquesta sinfónica de Galicia y Ainhoa Arteta, en el Kursaal, durante la Quincena Musical de San Sebastián de 2013.

Víctor Pablo Pérez (Burgos, 15 de marzo de 1954), nombre completo Víctor Pablo Pérez Pérez, es un director de orquesta español. Fue galardonado en 1999 con la Medalla de Oro al mérito en las Bellas Artes, que otorga el Ministerio de Cultura de España.

## Trayectoria
Realizó sus estudios musicales en Real Conservatorio Superior de Música de Madrid y en la Hochschule für Musik und Theater München (Escuela Superior de Música y Teatro de Múnich). Su primer trabajo profesional fue como pianista del Coro Nacional de España durante más de dos años.
Entre 1980 y 1988 fue director titular y artístico de la Orquesta Sinfónica de Asturias, que partía casi desde cero y que fue la precedente de la Orquesta Sinfónica del Principado de Asturias. Víctor Pablo en 1987, a partir de la entrega de los Premios Príncipe de Asturias, el director Jesús López Cobos lo llevó como director invitado de la Orquesta Nacional de España (ONE). Desde ahí saltó a la dirección de la Orquesta Sinfónica de Tenerife (OST) entre 1986 y 2005, que simultaneó un tiempo con la dirección de la Orquesta Sinfónica de Galicia (OSG) (1993 - 2013).
Ha colaborado de forma habitual con el Teatro Real de Madrid, el Gran Teatro del Liceo de Barcelona, o el Festival Mozart de La Coruña y en diversos festivales internacionales de música como el de Canarias, Perelada, Granada, Santander, Schleswig-Holstein, Festival Bruckner de Madrid, el festival de ópera Rossini (ROF), el Festival de San Lorenzo de El Escorial o la Quincena Musical de San Sebastián.
Entre septiembre de 2013 y septiembre de 2021 fue director titular y artístico de la Orquesta y Coro de la Comunidad de Madrid (ORCAM), titular del Teatro de la Zarzuela.
Con motivo del día internacional de la música el 24 de junio de 2017, el Centro Nacional de Difusión Musical promovió la celebración de un maratón musical en el que Víctor Pablo dirigió ese día en el Auditorio Nacional de Madrid 9 sinfonías novenas (Garay, Haydn, Mozart, Beethoven, Schubert, Dvorak, Bruckner, Mahler y Shostakovich) con  cinco orquestas distintas (La Sinfónica de Madrid, la de la Comunidad, la Nacional, la Joven Orquesta Nacional (JONDE) y la de Radiotelevisión Española.

## Distinciones[7]
- Premio Ojo Crítico de Radio Nacional de España (1990)
- Premio Ondas (1992)
- Premio Ondas a la labor más notoria en música clásica, con la Orquesta Sinfónica de Tenerife. (1996)
- Premio Nacional de Música (1995)
- Medalla de Oro a las Bellas Artes (1999)
- Director Honorario de la Orquesta Sinfónica de Tenerife (2006)
- Director Honorario de la Orquesta Sinfónica de Galicia (2013)
- Hijo Adoptivo de la ciudad de Santa Cruz de Tenerife y de la Isla de Tenerife
- Medalla de Oro de Canarias (2006)
- Académico correspondiente de las Reales Academias de Bellas Artes de San Fernando (Madrid) y Nuestra Señora del Rosario (Galicia-La Coruña).